# Parides phosphorus
Espèce
Parides phosphorus est une espèce d'insectes lépidoptères (papillons) de la famille des Papilionidae, de la sous-famille des Papilioninae, tribu des Troidini, sous-tribu des Troidina et du genre Parides.

## Taxonomie
Parides phosphorus a été décrit par Henry Walter Bates en 1861 sous le nom de Papilio phosphorus.

### Sous-espèces
- Parides phosphorus phosphorus ; présent en Guyana, en Guyane (à confirmer), au Venezuela et au Brésil.
- Parides phosphorus gratianus (Hewitson, 1861) ; présent en Colombie.
- Parides phosphorus laurae Bollino & Costa, 2004 ; présent dans le sud-est du Venezuela
- Parides phosphorus vavi Racheli, 1992 ; présent dans le sud du Pérou,  au Brésil et en Bolivie.
- Parides phosphorus zopyron Lamas, 1998 ; présent dans le nord du Pérou[1],[2].

### Noms vernaculaires
Il se nomme Panthonus Cattleheart en anglais.

## Description
Parides  phosphorus est un papillon marron iridescent avec aux antérieures une flaque blanche à vert pâle et aux postérieure d'une ligne submarginale de grosses taches roses.

## Biologie
Il vole d'avril à août.

### Plantes hôtes
Les plantes hôtes de sa chenille sont des aristoloches.

## Écologie et distribution
Il est présent en Guyana, en Guyane, en Colombie, au Venezuela au Brésil et au Pérou.

### Biotope
Il réside en forêt tropicale, à des altitudes différentes suivant les sous-espèces.

### Protection
Pas de statut de protection particulier.